# Rio de Janeiro Challenger 1986
Il Rio de Janeiro Challenger 1986 è stato un torneo di tennis facente parte della categoria ATP Challenger Series nell'ambito dell'ATP Challenger Series 1986. Il torneo si è giocato a Rio de Janeiro in Brasile dal 10 al 16 marzo 1986 su campi in terra rossa.

## Vincitori

### Singolare
Luiz Mattar ha battuto in finale  Alejandro Ganzábal con il punteggio di 6–7, 6–4, 6–3

### Doppio
Carlos Kirmayr /  Cássio Motta hanno battuto in finale  Givaldo Barbosa /  Edvaldo Oliveira con il punteggio di 7–5, 6–4